# Hugo Stenbeck junior
Nils Hugo Andreas Stenbeck junior, född 30 augusti 1933 i Oscars församling, Stockholm, död 15 mars 1976 (i lungcancer) i Schweiz (bosatt i Jakobs församling i Stockholm), var en svensk advokat och företagsledare. Han var son till Hugo Stenbeck och Märtha Odelfelt och bror till Jan Stenbeck, Margaretha af Ugglas och Elisabeth Silfverstolpe.
Stenbeck blev juris kandidat vid Uppsala universitet 1957, anställdes vid advokatfirman Lagerlöf 1957 och var delägare från 1962 och från samma år ledamot av Sveriges advokatsamfund. Därmed hade han samma utbildning och bakgrund som sin far.
Han efterträdde sin far som verkställande direktör för Kinnevik från 1963. På grund av alkoholmissbruk ville familjen byta ut honom i mitten av 1970-talet. Margaretha af Ugglas föreslog då sin make Bertil af Ugglas att ersätta Hugo Stenbeck, vilket var kontroversiellt med tanke på Bertil af Ugglas far var kusin till bröderna Jacob och Marcus Wallenberg. Hugo drabbades av lungcancer och innan han avled, på ett sjukhem i Schweiz, ändrade han därför sitt testamente och uteslöt Margaretha och när hans andra syster Elisabeth tog hennes parti uteslöt han även henne. Brodern Jan Stenbeck tog i praktiken över styret av Kinnevik.
Hugo Stenbeck gifte sig 1966 med Reidun Karlsson (född 1932). Paret hade inga barn.
Hugo Stenbeck är begraven på Knutby kyrkogård.